# Arma autònoma letal
Les armes autònomes letals (AAL) són un tipus de sistema autònom d'ús militar que pot buscar objectius de manera independent i involucrar-se (habitualment la neutralització de l'objectiu) segons les descripcions i restriccions prèviament programades informàticament. Les AAL també es coneixen com a sistemes d'armes autònomes letals, sistemes d'armes autònomes, armes robòtiques, robots assassins. Les AAL poden funcionar a l'aire, a terra, a l'aigua, sota l'aigua o a l'espai. L'autonomia dels sistemes actuals a partir del 2018 es va restringir en el sentit que un ésser humà dona l'ordre final d'atacar, tot i que hi ha excepcions amb certs sistemes "defensius".

## Aspectes ètics i legals

### Possibles violacions de l'ètica i de lleis internacionals
Stuart Russell, professor d'informàtica de la Universitat de Califòrnia a Berkeley, va afirmar la seva preocupació per les AAL, que veu són ètiques i inhumanes. El principal problema d'aquest sistema és que és difícil distingir entre combatents i no combatents.
Alguns es preocupen (per exemple, Noel Sharkey 2012) sobre si les AAL violarien el dret internacional humanitari (DIH), especialment el principi de distinció, que requereix la capacitat de discriminar els combatents dels no combatents, i el principi de proporcionalitat, que requereix que els danys als civils siguin proporcionals a l'objectiu militar. Sovint s'invoca aquesta preocupació com a motiu per prohibir del tot els “robots assassins”, però és dubtós que aquesta preocupació pugui ser un argument contra les AAL que no violin el dret internacional humanitari.
Un informe del 2021 del Servei de Recerca del Congrés dels Estats Units afirma que "no hi ha prohibicions legals nacionals o internacionals sobre el desenvolupament de l'ús de les AAL", tot i que reconeix les converses en curs en el Conveni de les Nacions Unides sobre certes armes convencionals.
Alguns diuen que les AAL difuminen els límits de qui és responsable d'un assassinat en particular. El filòsof Robert Sparrow argumenta que les armes autònomes són responsables, però no moralment, de manera similar als nens soldats. En cada cas, argumenta que hi ha el risc que es produeixin atrocitats sense que un subjecte adequat en faci responsable, cosa que viola el jus in bello. Thomas Simpson i Vincent Müller argumenten que poden facilitar saber qui va donar quina ordre. De la mateixa manera, Steven Umbrello, Phil Torres i Angelo F. De Bellis argumenten que si les capacitats tècniques de les AAL fossin almenys tan precises com els soldats humans, donades les deficiències psicològiques dels soldats humans en la guerra, només s'haurien d'utilitzar aquests tipus de AAL ètiques. De la mateixa manera, proposen utilitzar l'enfocament del disseny sensible al valor com a marc potencial per dissenyar aquestes AAL per ajustar-les als valors humans i al dret internacional humanitari. A més, les possibles infraccions del DIH per les AAL només són aplicables, per definició, en entorns de conflicte que impliquen la necessitat de distingir entre combatents i civils. Com a tal, qualsevol escenari de conflicte sense presència de civils, és a dir, a l'espai o a la mar profunda, no toparia amb els obstacles que planteja el DIH.

### Campanyes per prohibir les AAL
La possibilitat d'AAL ha generat un debat significatiu, especialment sobre el risc que "robots assassins" vagin per la terra, en un futur proper o llunyà. El grup Campaign to Stop Killer Robots es va formar el 2013. El juliol de 2015, més de 1.000 experts en intel·ligència artificial van signar una carta advertint de l'amenaça d'una carrera armamentista d'intel·ligència artificial i demanant la prohibició de les armes autònomes. La carta es va presentar a Buenos Aires a la 24a Conferència Internacional Conjunta sobre Intel·ligència Artificial (IJCAI-15) i va ser co-signada per Stephen Hawking, Elon Musk, Steve Wozniak, Noam Chomsky, Jaan Tallinn o Demis Hassabis, entre d'altres.
Segons PAX For Peace (una de les organitzacions fundadores de The Campaign to Stop Killer Robots), les AAL reduiran el llindar d'anar a la guerra a mesura que els soldats siguin retirats del camp de batalla i el públic estigui distanciat de prendre part en la guerra, donant als polítics i altres responsables de la decisió més espai per decidir quan i com anar a la guerra. Adverteixen que un cop desplegats, les AAL dificultaran el control democràtic de la guerra, cosa que l'autor de Kill Decision, una novel·la sobre el tema, de l'especialista en informàtica Daniel Suarez, també va advertir que podrien recentralitzar el poder en poques mans, requerint molt poca gent per anar a la guerra.
Hi ha llocs web que protesten contra el desenvolupament de les lleis presentant ramificacions indesitjables si continuen les investigacions sobre l'aparell d'intel·ligència artificial per a la designació d'armes. En aquests llocs web, les notícies sobre qüestions ètiques i legals s'actualitzen constantment perquè els visitants recuperin les notícies recents sobre reunions internacionals i articles de recerca relacionats amb les AAL.
La Santa Seu ha demanat a la comunitat internacional que prohibeixi l'ús d'AAL en diverses ocasions. El novembre de 2018, l'arquebisbe Ivan Jurkovic, observador permanent de la Santa Seu davant les Nacions Unides, va afirmar que "Per evitar una cursa d'armaments i l'augment de les desigualtats i la inestabilitat, és un deure imperatiu actuar amb celeritat: ara és l'hora d'evitar que les AAL es converteixin en la realitat de la guerra del demà". L'Església es preocupa perquè aquests sistemes d'armes tinguin la capacitat d'alterar irreversiblement la naturalesa de la guerra, ... posant en dubte la humanitat de les societats.
A partir del 29 de març de 2019, la majoria dels governs representats en una reunió de l'ONU per debatre el tema van afavorir la prohibició de les AAL. Una minoria de els governs, inclosos els d'Austràlia, Israel, Rússia, el Regne Unit i els Estats Units, es van oposar a la prohibició.

### No prohibir-les, regular-les
Un tercer enfocament se centra en regular l'ús de les AAL en lloc d'una prohibició. El control d'aquestes armes probablement requerirà la institucionalització de noves normes internacionals incorporades a especificacions tècniques efectives combinades amb un seguiment actiu i una diplomàcia informal per part de comunitats d'experts, juntament amb un procés de verificació legal i política.